# Friedrich Ritz
Friedrich Ritz (* 4. Juli 1903 in Darmstadt; † 13. November 2003 in Rostock) war ein deutscher Ingenieur und Testpilot.

## Leben
Ritz wuchs in Darmstadt als Sohn einer Lehrerfamilie auf. Nach dem Abitur absolvierte er ein Praktikum in einer Maschinenfabrik und begann 1922 an der TH Darmstadt ein Maschinenbaustudium. Er trat der dortigen Akaflieg bei und begann 1925 während der Semesterferien eine Motorflugausbildung bei der Böblinger Sportflug GmbH. 1927 beendete Ritz sein Studium als Diplom-Ingenieur. Seine Diplomarbeit war das zusammen mit Friedrich Fecher entwickelte Sportflugzeug D 18. Im gleichen Jahr setzte er bei der Deutschen Verkehrsfliegerschule (DVS) in Berlin-Staaken seine Flugausbildung fort und beendete sie als Ingenieur-Pilot. Ab Sommer 1928 übte er eine Tätigkeit als Ausbilder beim Verband Deutscher Jungfliegerhorste in Warnemünde aus und wechselte am 1. April 1932 zur Warnemünder DVS. Dort fungierte er anfangs als technischer Lehrer und später als Fluglehrer.
Nach der Übernahme der DVS in die offiziell am 1. März 1935 gegründete Luftwaffe bewarb sich Ritz erfolgreich bei den Ernst Heinkel Flugzeugwerken in Rostock und trat dort am 15. November 1935 eine Stelle als Ingenieur- und Messpilot an. Seine Arbeit betraf hauptsächlich das Ein- und Testfliegen der von Heinkel gebauten Seeflugzeuge. Eine seiner Hauptaufgaben bestand in der Erprobung der He 115, mit deren darauf zugeschnittenem Prototyp er am 20. März 1938 acht Weltrekorde für unterschiedliche Reichweiten und Beladungen für zweimotorige Wasserflugzeuge auf der Strecke Laboe – Swinemünde – Łeba und zurück über insgesamt 2000 km aufstellte. Diesem Flug folgte seine Ernennung zum Flugkapitän durch das Reichsluftfahrtministerium. Ritz flog die komplette, über 200 Exemplare umfassende Serie der He 115 ein. Ebenso führte Ritz am 7. November 1938 den Erstflug des Rekordschwimmerflugzeuges He 119 durch. Während der von ihm durchgeführten Erprobung der He 177 traten massive Probleme mit dem Flugzeug zutage, die von ihm unmissverständlich angesprochen wurden. Dies führte zu Meinungsverschiedenheiten mit dem technischen Direktor der Heinkel-Werke, Robert Lusser, und sorgte dafür, dass Ritz das Unternehmen zum 1. April 1941 verließ. Sein Verhältnis zum Firmeninhaber Ernst Heinkel wurde dadurch jedoch nicht negativ beeinflusst.
Er wechselte übergangslos zu den AGO Flugzeugwerken nach Oschersleben, wo die Serienproduktion von Fw-190-Jagdflugzeugen betrieben wurde und er sich als Flugbetriebsleiter betätigte. Als im Januar 1945 bei REIMAHG noch kurz vor Kriegsende die Produktion von Strahljägern Me 262 aufgenommen wurde, bekam er die Gelegenheit, dieses neuartige Muster zu fliegen.
Nach Ende des Zweiten Weltkrieges übte Ritz ab 1949 eine Tätigkeit als Vertreter für Stahltüren aus, ehe er in Braunschweig wieder mit der Fliegerei in Kontakt kam und am 1. April 1957 Mitarbeiter des Luftfahrt-Bundesamts wurde und dort auch seine Fluglizenz erneuerte. 1960 wechselte er zur Musterprüfstelle der Bundeswehr für Luftfahrtgeräte, wo er bis zu seiner Pensionierung im Juli 1968 blieb. Bis 1972 übte er noch eine logistische Tätigkeit bei Dornier aus.

## Schriften
- Die Kunst sicher zu fliegen (= Flieger-Handbücher Nr. 4). Walter Zuerl, Steinebach/Wörthsee 1961.